# Erylus euastrum
Erylus euastrum är en svampdjursart som först beskrevs av Schmidt 1868.  Erylus euastrum ingår i släktet Erylus och familjen Geodiidae. Inga underarter finns listade i Catalogue of Life.